# Christian Obodo
Christian Udubuesi Obodo (ur. 11 maja 1984 w Warri) – piłkarz nigeryjski grający na pozycji środkowego pomocnika.

## Kariera klubowa
Pierwszym klubem Obodo w karierze był klub z miasta Jos o nazwie Plateau United. Do pierwszej drużyny trafił w 2001 roku i zadebiutował w niej w pierwszej lidze w wieku 17 lat. Drużyna zajęła jednak 14. miejsce w lidze i spadła o klasę niżej.
Na początku 2002 roku Christian trafił do włoskiej Perugii. W Serie A zadebiutował w ostatniej kolejce ligowej sezonu 2001/2002, 5 maja w wygranym 2:0 meczu z Fiorentiną. Stało się to na 6 dni przed jego 18. urodzinami. W sezonie 2002/2003 Obodo stał się rewelacją włoskiej ligi. Szybko wywalczył miejsce w składzie Perugii i w całym sezonie zagrał w 30 meczach. W ostatniej, 34. kolejce ligowej, 24 maja 2003 zdobył swojego pierwszego gola w Serie A, w zremisowanym 2:2 meczu z Interem Mediolan. Z Perugią zajął 10. pozycję. Po sezonie wielu dziennikarzy umieściło go w najlepszej jedenastce sezonu w Serie A, a także uważano go za jednego z najlepszych piłkarzy młodego pokolenia. W sezonie 2003/2004 w barwach Perugii zagrał w 31 meczach, ale klub po przegraniu barażów z Fiorentiną został zdegradowany do Serie B.
Latem 2004 Obodo zmienił barwy klubowe. Został wypożyczony właśnie do Fiorentiny, w barwach której zadebiutował w 1. kolejce sezonu 2004/2005, 12 września w przegranym 0:1 wyjazdowym meczu z AS Roma. W lidze zagrał łącznie w 33 meczach oraz strzelił 2 gole – oba w meczu z US Lecce, 31 października, a Fiorentina wygrała 4:0. Na koniec sezonu „Viola” zajęła 16. pozycję i utrzymała się w lidze po dość rozczarowującym sezonie.
W 2005 roku Christian znów zmienił klub. Tym razem został ściągnięty do Udinese Calcio przez tamtejszego trenera Serse Cosmiego. Miał zastąpić dotychczasowego środkowego pomocnika, Chilijczyka Davida Pizarro, który odszedł do Interu. W Udinese zadebiutował w 1. kolejce, 28 sierpnia w wygranym 1:0 meczu z Empoli FC. Przez cały sezon miał pewne miejsce w składzie drużyny z Udine, w lidze wystąpił w 25 meczach i strzelił 1 gola, 26 marca w zremisowanym 1:1 meczu z Messiną. W lidze zajął z Udinese niskie 10. miejsce. Z drużyną ze Stadio Friuli brał udział w Lidze Mistrzów i zagrał tam we wszystkich 6 meczach Udinese, które zajęło 3. miejsce w grupie C, dzięki któremu awansowało do Pucharu UEFA. W Pucharze UEFA Obodo także grał we wszystkich meczach, a Udinese odpadło w 1/8 finału po przegranym 1:2 dwumeczu z Lewskim Sofia. Sezon 2006/2007 Obodo rozpoczął udanie i w rundzie wiosennej był jedną z czołowych postaci „bianco-nerich”. W kolejnych rozgrywkach zanotował tylko 1 występ w Serie A. W sezonie 2008/2009 grał częściej, jednak w rozgrywkach 2009/2010 ponownie zagrał tylko w 1 meczu.
Latem 2010 Obodo odszedł do Torino FC. Następnie grał w takich klubach jak: US Lecce, Dynama Mińsk, SC Olhanense, Skoda Ksanti, Concordia Chiajna i Pandurii Târgu Jiu.
| Sezon   | Klub               | Kraj       | Rozgrywki          | Mecze | Bramki |
| ------- | ------------------ | ---------- | ------------------ | ----- | ------ |
| 2001    | Plateau United     | Nigeria    | Premier League     | ?     | ?      |
| 2001/02 | Perugia            | Włochy     | Serie A            | 1     | 0      |
| 2002/03 | Perugia            | Włochy     | Serie A            | 30    | 1      |
| 2003/04 | Perugia            | Włochy     | Serie A            | 31    | 0      |
| 2004/05 | ACF Fiorentina     | Włochy     | Serie A            | 33    | 2      |
| 2005/06 | Udinese Calcio     | Włochy     | Serie A            | 28    | 1      |
| 2006/07 | Udinese Calcio     | Włochy     | Serie A            | 30    | 5      |
| 2007/08 | Udinese Calcio     | Włochy     | Serie A            | 1     | 0      |
| 2008/09 | Udinese Calcio     | Włochy     | Serie A            | 18    | 0      |
| 2009/10 | Udinese Calcio     | Włochy     | Serie A            | 1     | 0      |
| 2010/11 | Torino FC          | Włochy     | Serie B            | 16    | 1      |
| 2011/12 | US Lecce           | Włochy     | Serie A            | 23    | 0      |
| 2013    | Dynama Mińsk       | Białoruś   | Wyższa liga        | 1     | 0      |
| 2013/14 | SC Olhanense       | Portugalia | Primeira Liga      | 13    | 0      |
| 2014/15 | Skoda Ksanti       | Grecja     | Superleague Ellada | 28    | 2      |
| 2015/16 | Concordia Chiajna  | Rumunia    | Liga I             | 17    | 4      |
| 2016/17 | Pandurii Târgu Jiu | Rumunia    | Liga I             | 9     | 1      |

## Kariera reprezentacyjna
Karierę reprezentacyjną Obodo rozpoczął od występów w reprezentacji Nigerii U-20. Z drużyną prowadzoną przez Stephena Keshi wystąpił w Młodzieżowych Mistrzostwach Afryki w 2001 roku w Etiopii. Był partnerem Justice’a Christophera na środku pomocy. Nigeria jednak zawiodła w tym turnieju i nie wywalczyła mistrzostwa, pomimo że była jednym z faworytów.
W pierwszej reprezentacji Christian zadebiutował 30 maja 2003 w wygranym 3:1 meczu z Ghaną rozegranym w ramach LG Cup. W tym samym turnieju zagrał także w kolejnym meczu z Kamerunem, wygranym 3:0.
W 2005 roku Obodo zdobył swoją pierwszą bramkę w kadrze. Miało to miejsce 4 września w wygranym 5:2 wyjazdowym meczu z Algierią, rozegranym w Oranie w ramach kwalifikacji do Mistrzostw Świata w Niemczech. W eliminacjach, nieudanych dla Nigerii, zagrał w 7 na 10 meczów, w tym w 5 w podstawowym składzie.
W 2006 był członkiem kadry na Puchar Narodów Afryki w Egipcie. Zagrał we wszystkich grupowych meczach „Super Orłów” – z Ghaną (1:0), z Zimbabwe (2:0) i z Senegalem (2:1). W meczu z Zimbabwe w 56. minucie zdobył gola na 1:0. W ćwierćfinale jednak stracił miejsce w składzie i na boisku pojawił się dopiero w meczu o 3. miejsce z Senegalem, w którym rodacy Obodo wygrali 1:0 i zdobyli brązowy medal. Do 2008 roku rozegrał 22 mecze i strzelił 4 gole w kadrze narodowej.